# (100501) 1996 XA19
(100501) 1996 XA19 es un asteroide perteneciente al cinturón de asteroides, descubierto el 8 de diciembre de 1996 por el equipo del BATTeRS desde el Observatorio Kiso, Monte Ontake, Japón.

## Designación y nombre
Designado provisionalmente como 1996 XA19.

## Características orbitales
1996 XA19 está situado a una distancia media del Sol de 2,321 ua, pudiendo alejarse hasta 2,736 ua y acercarse hasta 1,906 ua. Su excentricidad es 0,178 y la inclinación orbital 11,70 grados. Emplea 1291 días en completar una órbita alrededor del Sol.

## Características físicas
La magnitud absoluta de 1996 XA19 es 15,8. Tiene 2,321 km de diámetro y su albedo se estima en 0,172.